# Nascimento Brito
Manuel Francisco do Nascimento Brito (Rio de Janeiro, 2 de agosto de 1922 – Rio de Janeiro, 15 de fevereiro de 2003) foi um empresário brasileiro, proprietário e diretor do  Jornal do Brasil, o "Grupo JB", entre as décadas de 1950 até seu desligamento voluntário em 2000.

## Carreira profissional e sua atuação noGrupo JB
Pela Universidade do Brasil concluiu o curso de direito. Foi oficial aviador da reserva da Força Aérea Brasileira (FAB) durante a Segunda Guerra Mundial. Ainda foi procurador do Banco do Brasil, deixando este cargo para tornar-se consultor jurídico da então Rádio Jornal do Brasil, convidado pelo então proprietário conde Pereira Carneiro; tornando-se diretor da rádio, reformularia a sua programação mesclando músicas e notícias; o sucesso de seu projeto para a rádio faria Nascimento Brito ser alçado ao Jornal do Brasil, principal empresa do grupo; sua ideia de programação seria copiado por outras emissoras do país.
Nascimento Brito iniciou sua carreira no Jornal do Brasil em 1949, onde ficaria profissionalmente a maior parte de sua vida. Em 1954, com o falecimento do Conde Pereira Carneiro, sua viúva Condessa Pereira Carneiro tornou-se diretora-presidente, assumindo o comando do jornal e iniciou o processo de reformulação, e, em 1956, Nascimento Brito foi por ela nomeado diretor-executivo da empresa. Dando prosseguimento na reforma da linha editorial da publicação, Nascimento Brito teve apoio do jornalista Odylo Costa Filho; destacou-se a criação do chamado Caderno B que vinha encartado no jornal, e que é considerado o primeiro caderno de cultura editado pela imprensa brasileira. Sua gestão foi reconhecida por ter construído um jornal cujo profissionalismo e ética tornaram-se referências por muito tempo no país.
Já em 1962 Nascimento Brito confiou o cargo de editor-chefe do jornal ao jornalista Alberto Dines, que ficou até 1973, consolidando as mudanças editoriais pretendidas pelo empresário.
Interessado na área cultural, Nascimento Brito foi uma das personalidades que buscaram viabilizar a concretização do Museu da Imagem e do Som, na cidade do Rio de Janeiro.
Em diversas oportunidades, Nascimento Brito, buscou proporcionar a criação de uma emissora de televisão para o Grupo JB, mas todas não se concretizaram; seja no final da década de 1950 durante o governo do presidente Juscelino Kubitschek, seja durante mandato de João Figueiredo na década de 1980, momento no qual o empresário Sílvio Santos foi privilegiado em contraponto as pretensões televisivas de Nascimento Brito.
A partir de 1970, o Jornal do Brasil passou a sofrer com a concorrência cada vez maior do jornal O Globo, tal acontecimento teve começo quando o JB perdeu a liderança da venda de classificados. Problemas administrativos e a construção da nova sede do Jornal no início da Avenida Brasil, também, agravaram a situação do Grupo JB. Questões politicas também foram apontadas por Nascimento Brito como razões para crise, que ele afirmava ser consequência das manifestações de independência editorial da publicação, que afastava de certo modo anunciantes que temiam represálias do Governo.
Na década de 1990, além da decadência econômica do "JB", Nascimento Brito teve que lidar com a perda de credibilidade do jornal. Durante o mandato do presidente Fernando Collor, o jornal se aproximou do governo; em parte motivada pela renegociação das dívidas contraídas pelo Grupo JB junto ao banco estatal Banco do Brasil. O apoio editorial velado do jornal ao governo de Collor afetou sua imparcialidade jornalística, que era até então uma das características do jornal, e que foi desenvolvida pelas críticas, na qual desafiava autoridades e o regime militar.
Nascimento Brito buscou em várias oportunidades vender o Jornal do Brasil, mas todas fracassaram; seja por conta do valor da dívida, seja em razão de divergências familiares.
Em 1992 Nascimento Brito se afastou da administração direta Jornal do Brasil, e em 1994 assumiu o cargo de presidente do conselho editorial. Já em 1995, ele passaria o comando executivo do grupo empresarial ao seu filho, José Antônio do Nascimento Brito.
Apesar de não mais exercer função executiva, Nascimento Brito ainda se fazia presente no dia-a-dia do Jornal, se afastando de vez apenas em 2000. Em 2001, os familiares de Nascimento conseguiram arrendar para o empresário Nelson Tanure grande parte dos negócios do Grupo JB; Tenure era conhecido por comprar empresas em estado pré-falimentar para recuperá-las e vendê-las.
Todavia, enquanto Nascimento Brito esteve na sua direção, apesar das dificuldades, o Jornal do Brasil esteve na condição de ser um dos maiores jornais do país e da América do Sul.
Apesar de sua dedicação profissional quase que exclusiva ao Jornal do Brasil, Nascimento Brito ainda encontrou tempo para se dedicar brevemente a direção dos jornais Diário de Minas, de Belo Horizonte e Tribuna da Imprensa, do Rio de Janeiro. Ainda esteve a frente do Sindicato dos Proprietários de Jornais e Revistas do Rio de Janeiro, da Associação Comercial do Rio de Janeiro e da Sociedade Interamericana de Imprensa (SIP)

## Vida pessoal
Nascimento Brito teve cinco filhos, com sua esposa Leda Marina Marchesini, com a qual casou-se em 1946; seus filhos são Maria Teresa, Maria Reginado Nascimento Brito, José Antônio do Nascimento Brito (conhecido como Josa, hoje dono da Rádio JBFM - antiga Rádio Jornal do Brasil), Maria Isabel do Nascimento Brito e Manoel Francisco do Nascimento Brito. Leda era enteada do conde Pereira Carneiro, que adquiriu o "Jornal do Brasil" em 1918.
Possuía, por parte de mãe, ascendência inglesa.
Faleceu em 2003, em decorrência de complicações do acidente vascular cerebral que sofrera 24 anos antes, durante as férias que passava na Venezuela, em 1978. Foi sepultado no Cemitério Memorial do Carmo, na cidade do Rio de Janeiro.

## Prêmios e reconhecimento
- Prêmios Maria Moors Cabot, em 1967[3]
- Prêmio Alberdi Sarmiento, em 1969[3]
- PrêmioJules Dubois, em 1970[3]
- Ordem do Mérito Cultural, em 1995